# Eran Creevy
Eran Creevy es un director británico famoso por sus películas Shifty (2008) y Welcome to the Punch (2013), y varios vídeos musicales.

## Filmografía

### Películas

#### Largometrajes
- Shifty (2008)
- Welcome to the Punch (2013)
- Collide (2016)

#### Otros créditos
- Layer Cake
- Scoop
- Breaking and Entering
- Millions
- Life and Lyrics
- Breakfast on Pluto
- Wimbledon

### Televisión

#### Videoclips
- Alex Gaudino – "Destination Calabria"
- Armand Van Helden & A-Track present Duck Sauce – "Anyway"
- Eric Prydz - "Pjanoo"[1]
- Asher D – "This Is Real"
- Natty – "Coldtown"
- Passenger – "Wicked Man's Rest"
- Riz MC, Sway & Plan B – "Shifty"
- Ronan Keating – "All Over Again"
- Sonny J – "Handsfree"
- Take That – "Kidz"
- Tim Deluxe – "Let the Beats Roll"
- Utah Saints – "Something Good '08"

#### Commerciales
- Relentless
- Nike Sofia
- Nike Not A Runner
- US Coastguard Born Ready
- Sci Fi The Chase
- Carlsberg

|}

## Premios y nominaciones
Premios BAFTA
- Mejor debut de un escritor, director o productor británico: Shifty

Premio de Cine Independiente Británico (2008)
- Mejor logro en producción: Shifty
- Premio Douglas Hickox (Eran Creevy)

Festival de Cine de Estocolmo (2009)
- Caballo de bronce (Eran Creevy)

UK Music Video Awards
- "Something Good '08" (Mejor vídeo de baile - UK Music Video Awards 2008)
- "Handsfree" (nominado a 3 premios de vídeos musicales del Reino Unido 2008)